# Camp d'innovation POC21
Le camp d'innovation POC21, (POC21 de l'anglais Proof Of Concept), est un camp d'innovation qui s'est déroulé au château de Millemont près de Paris du 15 août au 20 septembre 2015. Il a accueilli cent créateurs, designers et innovateurs pour développer une preuve de concept d'une société véritablement durable. La portée d'un tel camp d'innovation était inédite. Le programme « accélérateur » a développé 12 projets de matériel open source allant de la production et de la surveillance de l'énergie à la vie, la mobilité, la communication, la production et la conservation des aliments.
Le camp d'innovation POC21 était une coopération entre le collectif allemand Open State et le réseau français OuiShare.

## Principes
Le camp d'innovation POC21 a réuni le monde des startups, la scène du Do it yourself et les idées écologistes pour montrer des solutions pour lutter contre le changement climatique. Les grands principes du camp d'innovation POC21 sont issus de l'architecture bioclimatique, de l'Open Source et du Zéro Déchet.

## Structure
Le Camp d'innovation POC21 est axé sur le développement de la technologie et sur les processus créatifs. Les processus créatifs impliquaient entre autres des ateliers, des discours principaux, du mentorat (avec entre autres Bruce Sterling et Michel Bauwens de la Fondation P2P), des tests de réalité avec des experts commerciaux et scientifiques externes et des rétrospectives régulières. Les douze équipes de projet pourraient utiliser les connaissances et l'expérience de 200 formateurs, experts en marketing, concepteurs de produits et ingénieurs pour développer davantage leur prototype en cinq semaines.
Le camp était une communauté temporaire. Au cours des cinq semaines du camp, un prototype vivant d'une société durable a été établi et des concepts tels que le coworking, le coliving, les structures non hiérarchiques et les principes de consensus ont été utilisés et mis en pratique.
L'infrastructure du château de Millemont était basique avec une cuisine communautaire, des toilettes à compost et un camp de tentes. Le FabLab a fourni des outils de haute technologie, une imprimante 3D, une découpeuse laser et des machines CNC. Le camp lui-même était un prototype pour une micro-usine locale.
40 % du budget financier de 1M € a été apporté à la fois par des entreprises et des fondations, 20 % provenaient de subventions publiques.

## Projets
- 30 $ Wind Turbine : solution de recyclage à faible coût et facile à construire pour la récupération d'énergie éolienne individuelle ;
- Aker : kits pour le jardinage urbain ;
- Kitchen B : cuisine modulaire réduisant l'énergie et le gaspillage ;
- Bicitractor : tracteur à pédales comme alternative sans carburant pour les grosses machines industrielles ;
- Faircap : filtre à eau réutilisable pour bouteilles ;
- Nautile : bouilloire à économie d'énergie ;
- Open Energy Monitor : outil de visualisation de la consommation énergétique domestique ;
- Myfood : serre en permaculture et aquaponie ;
- SolarOSE : concentrateur d'énergie solaire pour fournir de l'énergie thermique ;
- Showerloop : système de douche en circuit-fermé minimisant la consommation d'eau et d'énergie ;
- Sunzilla : générateurs solaires modulaires et portables pour alimenter les zones reculées ;
- Velo M² : structure de vélo cargo multifonctionnelles.

Les douze projets sont open source et peuvent être construits, modifiés et distribués. Les plans sont disponibles en ligne.

## Couverture médiatique
Du 30 novembre au 12 décembre 2015, Paris a accueilli la conférence des Nations unies sur le climat COP21. Le camp d'innovation POC21 était un mouvement populaire complémentaire au récit politique, et a donc atteint un public international et a été acclamé par la critique,. La couverture médiatique a été particulièrement importante en France,, et en Allemagne,,.
Un documentaire a été créé le 29 novembre 2015 à Berlin, celui-ci est disponible en ligne.

## Événements
Les résultats du camp d'innovation POC21 ont été présentés lors de nombreux événements tout au long de la conférence des Nations unies sur le climat COP21.
- Finissage au Château de Millemont, les 19 et 20 septembre 2015 ;
- Expo Paris de l'avenir, du 18 novembre au 13 décembre 2015 ;
- COY11, du 26 au 28 novembre 2015[18]
- PlaceToB, du 29 novembre au 4 décembre 2015 ;
- ICI Montreuil, 5 décembre 2015[19] ;
- Climate Action Zone, du 7 décembre au 11 décembre 2015[20],[21].